# اتاق وضعیت (عکس)
اتاق وضعیت (به انگلیسی: The Situation Room) نامی است که به یک عکس مشهور از پیت سوزا، عکاس کاخ سفید داده شده‌است. این عکس که در ساعت ۱۶:۰۶ روز ۱ مه ۲۰۱۱ برداشته شده، باراک اوباما، رئیس‌جمهور آمریکا و تعدادی از مقامات ارشد ایالات متحده را در اتاقی در حال تماشای تصاویر زنده عملیات جرونیمو (عملیاتی که بن لادن در آن کشته‌شد) نشان می‌دهد. این عکس به عنوان تصویری تاریخی به‌شمار می‌آید.

## موارد تغییریافته و مورد توجه

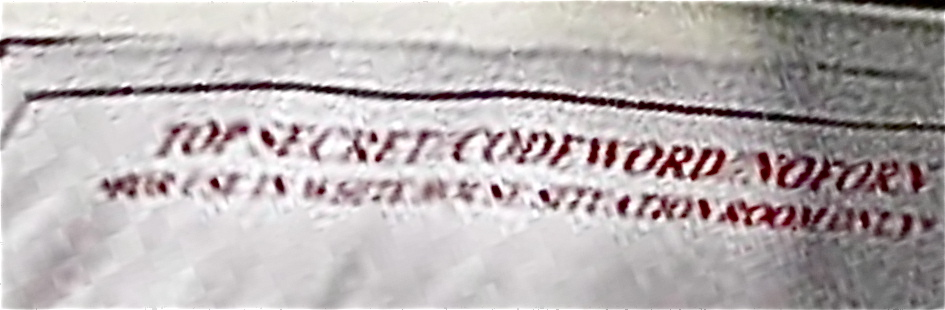
نوشته روی کاغذ کلینتون خط اول: «اسم رمز فوق‌سری نوفورن (NOFORN)» خط دوم: «تنها برای استفاده در اتاق وضعیت کاخ سفید»

در این عکس نکات مختلفی مورد توجه روزنامه‌نگاران قرار گرفته‌است. در کنار دست راست اوباما، یک پاکت حاوی اسناد سری (Burn bag) قرار دارد. یک عکس که روی لپ‌تاپ جلوی هیلاری کلینتون قرار دارد، به دلایل امنیتی محو شده‌است و در زیر آن، تصویری از محل استقرار بن لادن است که از گوگل ارث گرفته شده‌است. صورت مردی که با کت مشکی پشت سر کلینتون ایستاده‌است، پنهان است و وی احتمالاً یک شخصیت امنیتی است. در کاغذی که در دست کلینتون قرار دارد، یک متن فوق سری قرار دارد که روی آن عبارت قابل خواندنی وجود دارد. لیوان‌های کاغذی روی میز نیز دارای علامت ریاست‌جمهوری آمریکاست.